# Cefditoreno
Cefditoreno é um fármaco antibiótico da classe das cefalosporinas de terceira geração. É utilizado no tratamento de infecções de vias aéreas, pneumonia e algumas infecções leves de tecidos moles e pele.